# Alper Yılmaz
Alper Tunca Yılmaz (Ankara, 28 marzo 1975) è un dirigente sportivo ed ex cestista turco.

## Palmarès

### Giocatore
- Campionato turco: 6

Tofaş Bursa: 1998-99, 1999-2000
Efes Pilsen: 2001-02, 2002-03, 2003-04, 2004-05
- Coppa di Turchia: 5

Tofaş Bursa: 1999, 1999-2000
Efes Pilsen: 2000-01, 2001-02, 2005-06
- Coppa del Presidente: 2

Tofaş Bursa: 1999
Efes Pilsen: 2000

### Dirigente
- Gianluigi Porelli Euroleague Executive of the Year: 2

Anadolu Efes: 2020-21, 2021-22